# ویق (هوراند)
ویق یکی از روستاهای استان آذربایجان شرقی است که در دهستان دودانگه بخش مرکزی شهرستان هوراند واقع شده‌است. این روستا ۳۱ نفر جمعیت دارد.